# Marechiaro

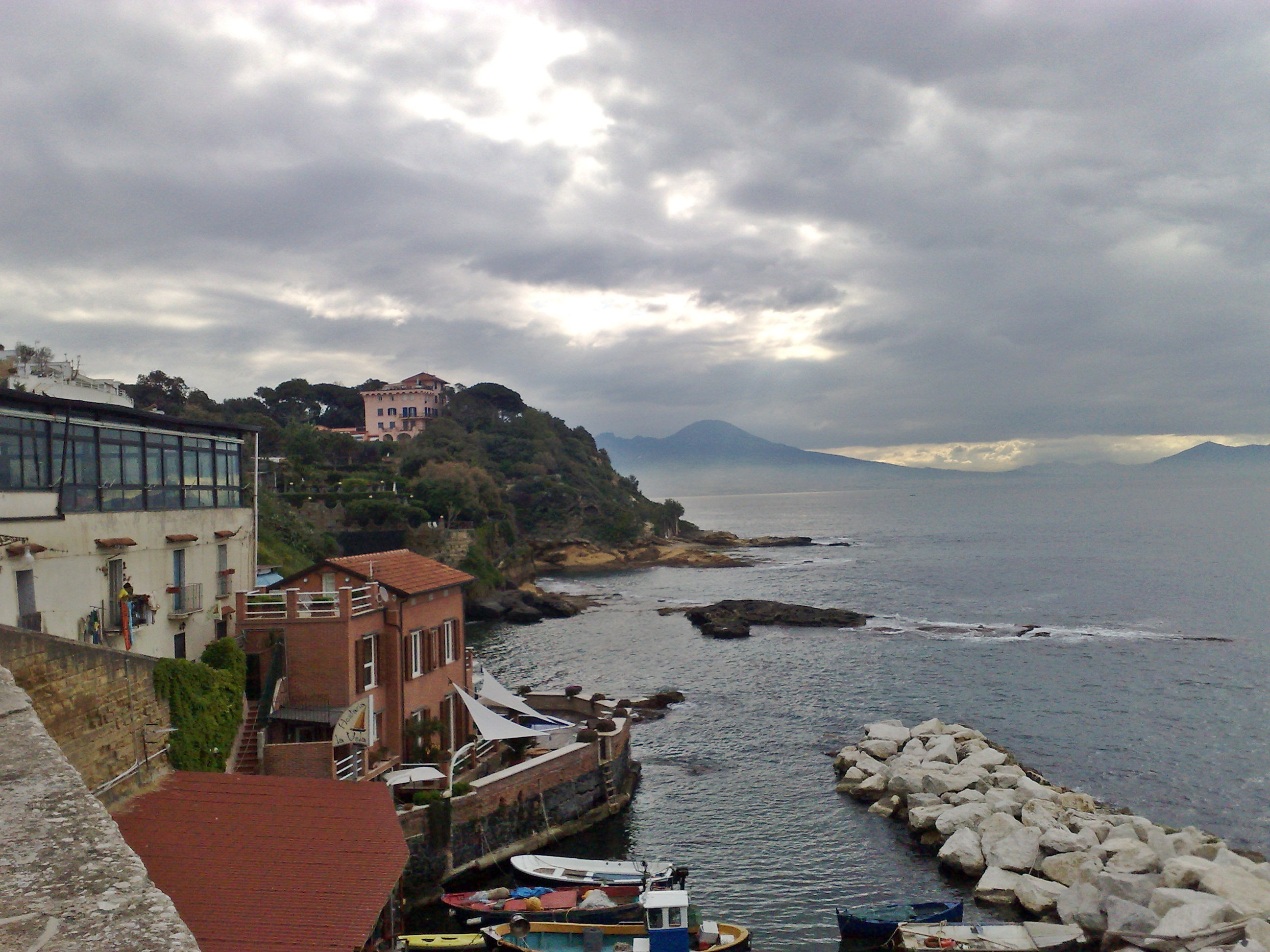
Marechiaro.

Marechiaro (Em napolitano: Marechiare) é uma pequena aldeia situada em Posillipo em Nápoles, na Itália.